# Безате
Безате (итал. Besate) је насеље у Италији у округу Милано, региону Ломбардија.
Према процени из 2011. у насељу је живело 2022 становника. Насеље се налази на надморској висини од 101 м.

## Становништво
| 1931. | 1936. | 1951. | 1961. | 1971. | 1981. | 1991. | 2001. | 2011. |
| ----- | ----- | ----- | ----- | ----- | ----- | ----- | ----- | ----- |
| 1.697 | 1.631 | 1.756 | 1.639 | 1.497 | 1.501 | 1.507 | 1.729 | 2.032 |